# Elsebeth Gerner Nielsen
Elsebeth Gerner Nielsen (født 5. januar 1960 i Favrholt, Åsted Sogn) er tidligere generalsekretær for Folkehøjskolernes Forening i Danmark, tidligere rektor for Designskolen Kolding, og fhv. kulturminister og tidligere medlem af Folketinget for Det Radikale Venstre.
Hun var folketingsmedlem for Vejle Amtskreds fra 21. sept. 1994, og var Kulturminister fra 23. marts 1998 til 27. november 2001.

## Baggrund
Realeksamen fra Ravnshøj Skole 1977. Studentereksamen Frederikshavn 1980. Odense Universitet 1980-1986, cand.rer.soc.
Instruktor ved Odense Universitet 1982-86, undervisningsassistent smst. 1986-88. Projektleder på kulturhuset Bolbro Brugerhus 1986-88. Fuldmægtig ved social- og sundhedsforvaltningen i Storstrøms Amt 1988-89. Konsulent ved Udviklingscenteret for Folkeoplysning og Voksenundervisning 1989-92, fra 1992 forskningsleder smst.

## Publikationer og udmærkelser
Har skrevet Fremtidens AOF (1991), Folk og museer (1992), og På tværs af de kulturfondsstøttede initiativer (1993). Medforfatter til Bæredygtigt landbrug (1991), Landdistriktet leve? (1991), og Miljø og udvikling (1994) i BRUD.
Modtog i 1984 Landboforeningernes førstepris i kronikkonkurrence vedrørende andelsbevægelsens fremtid. Delt 1. præmie i Andelsudvalgets kronikkonkurrence »Andelssamfundet – vejen frem« i 1986. Den Danske Lægeforenings førstepris for prisopgave vedrørende børn og unges sundhed år 2000 (1989). Dafoloprisen 1989 for prisopgaven »Kommunalpolitikeren i centrum«. Tildelt Den grønne Nål, som er Danske Arkitekters Landsforbunds pris for bemærkelsesværdigt arbejde inden for økologi, i 1995. Modtog Dansk Forfatterforenings børnekulturpris i 1998, Dansklærerforeningens kulturpris i 1999 og Frederikshavn Kommunes kulturpris i 2000.

## Politiske karriere
Medlem af bestyrelsen for Det Radikale Venstre, Sydfalster, fra 1993 og fra samme år medlem af partiets hovedbestyrelse. Partiets kandidat i Koldingkredsen fra 1992 til 2007.
Medlem af Folketingets Teknologinævn 1991-1994. Har været Radikale Venstres ordfører for kultur, miljø og planlægning (hormonforstyrrende stoffer), sundhed (psykiatri, hormonforstyrrende stoffer), voksen-, videre- og efteruddannelse, SVU, innovation, turisme, oplevelsesøkonomi, visum og green card samt § 71 udvalget (tilsyn med bl.a. psykiatriske institutioner).
Formand for den danske Brundtland-kampagne 1989-92. Medlem af Kulturfondens bestyrelse 1992-94. Formand for Miljøministeriets »Grønne Fond« 1994-97. Formand for Udvalget til sikring af traditionelle håndværk fra 1997.
Gerner Nielsen var kulturminister, 23. marts 1998 – 27. november 2001.

### Forlig om bibliotekspenge
Elisabeth Gerner Nielsen fik som Radikal kulturminister succes med at finde et forlig om biblioteksafgiftssystemet. Biblioteksafgift er en kulturstøtte til forfattere, oversættere og andre, hvis bøger står på Danmarks folke- og skolebiblioteker.
Den danske forfatterforening var simpelthen sprængt på grund af - biblioteksafgiften. Loven om biblioteksafgift af 1991 indebar en vidtgående omlægning af biblioteksafgiftsordningen sammenlignet med den hidtil gældende ordning. I 1991 blev De skønlitterære forfattere stiftet af en større gruppe forfattere, som brød ud af Dansk Forfatterforening for at styrke de vilkår, som gør sig gældende specielt for skønlitterære forfattere. De havde fundet, at en lang række fikse mennesker havde fundet ud af at hjemmetrykke pjecer, som blev indkøbt til bibliotekerne i stort samlet antal, og som gav forfatterne lige så meget pr. bog som man fik for en roman. Der var også problemer med det, man kaldte fabriksproduktion af meget naive børnebøger. Udfordringen var at hvis afgiftssystemet gik over til at kræve et vist sidetal for at yde fuld afgift, ville lyrikerne komme i knibe. Og der manglede også en løsning for oversætterne.
Loven af 1991 indeholdte en bestemmelse om, at den skal tages op til revision. Folketinget vedtog imidlertid i folketingssamlingen 1996-97 at udskyde revisionen til 1998-99. Desuden blev ikrafttrædelsestidspunktet for den faste overgrænse for den enkelte modtagers afgiftsbeløb på 200.000 kr. udsat til den 1. januar 1999, og den hidtidige undergrænse blev ophævet. Samtidig blev der nedsat en arbejdsgruppe, som skulle belyse, om den i 1991 gennemførte omlægning havde fungeret efter sin hensigt, og overveje, om der var anledning til at foretage justeringer af loven og den tilhørende bekendtgørelse om biblioteksafgift.
Kulturministeriet tilsluttede sig arbejdsgruppens overordnede konklusion om, at biblioteksafgiften i hovedtræk har fungeret efter sin hensigt, men der kunne justeres i både loven og bekendtgørelsen. I modsætning til den generelle revision i 1991 var der i lovforslaget i 1998 tale om mindre indgribende ændringer. Det foreslås blandt andet, at der indføres en gradueret skala uden et øvre loft for udbetalingen af biblioteksafgift i stedet for den faste overgrænse, som endnu ikke er trådt i kraft. Vægtningen af noder blev øget, hvorimod forslag fra billedautorer og tegneserietegnerne om øgning i vægt af tegneserier og at forsideillustrationer skulle udløse bibliotekspenge blev afvist.
Ændringerne og justeringerne førte til at stridsøksen mellem de forskellige typer af forfattere i Danmark blev bilagt, og samarbejdet mellem Danske Skønlitterære Forfattere og Dansk Forfatterforening er tæt, godt og konstruktivt.

### Kontrovers om tørklædehappening
Den 26. april 2007 deltog Gerner Nielsen i en fotoseance iklædt hijab (muslimsk tørklæde). Det var meningen at denne happening skulle være et modsvar til Dansk Folkeparti og Søren Krarup, der skarpt har kritiseret tørklædet. Nogle dage senere udmøntede det sig i en åben debat i partiet, hvor blandt andet Naser Khader i en intern e-mail kritiserede hende for at "gå islamisternes ærinde". Partiets formand, Marianne Jelved, valgte imidlertid at forsvare hendes handling, og udtalte at det for hende er afgørende at være i et parti, hvor man kan bruge sin ytringsfrihed som man vil.
Som konsekvens af Gerners tørklæde-happening forlod den radikale rådmand på Frederiksberg, Pernille Høxbro, partiet efter 25 års medlemskab.

## Videre karriere
Elsebeth Gerner Nielsen offentliggjorde 6. september 2007, at hun per 1. januar 2008 vill forlade Folketinget til fordel for en stilling som rektor for Designskolen i hjembyen Kolding.
Efter tolv år som rektor ved designskolen skiftede Nielsen den 1. januar 2020 til en rolle som generalsekretær for Folkehøjskolernes Forening i Danmark.
Nielsen har bestyrelsesposter i Spar Nord Fonden, Grundfos-fonden/Poul Due Jensen Fonden og Prins Nikolais og Prins Felix' Fond.

## Privatliv
I marts måned 2020 blev Nielsen indlagt på Kolding Sygehus med COVID-19 under den verdensomspændende coronavisuspandemi. Hun blev udskrevet igen 1. april.